# Kanton Marquion
Der Kanton Marquion war bis 2015 ein französischer Kanton im Arrondissement Arras, im Département Pas-de-Calais und in der Region Nord-Pas-de-Calais. Sein Hauptort war Marquion. Vertreter im Generalrat des Départements war zuletzt von 2001 bis 2015 Julien Olivier.
Der Kanton Marquion lag im Mittel 66 Meter über Normalnull, zwischen 32 Metern in Oisy-le-Verger und 127 Metern in Bourlon.

## Gemeinden
Der Kanton bestand aus 17 Gemeinden:
| Gemeinde                   | Einwohner Jahr | Fläche km² | Bevölkerungsdichte | Code INSEE | Postleitzahl |
| -------------------------- | -------------- | ---------- | ------------------ | ---------- | ------------ |
| Baralle                    | 469 (2013)     | –          | – Einw./km²        | 62081      | 62860        |
| Bourlon                    | 1.220 (2013)   | –          | – Einw./km²        | 62164      | 62860        |
| Buissy                     | 248 (2013)     | –          | – Einw./km²        | 62184      | 62860        |
| Écourt-Saint-Quentin       | 1.708 (2013)   | –          | – Einw./km²        | 62284      | 62860        |
| Épinoy                     | 551 (2013)     | –          | – Einw./km²        | 62298      | 62860        |
| Graincourt-lès-Havrincourt | 634 (2013)     | –          | – Einw./km²        | 62384      | 62147        |
| Inchy-en-Artois            | 621 (2013)     | –          | – Einw./km²        | 62469      | 62860        |
| Lagnicourt-Marcel          | 353 (2013)     | –          | – Einw./km²        | 62484      | 62159        |
| Marquion                   | 967 (2013)     | –          | – Einw./km²        | 62559      | 62860        |
| Oisy-le-Verger             | 1.257 (2013)   | –          | – Einw./km²        | 62638      | 62860        |
| Palluel                    | 549 (2013)     | –          | – Einw./km²        | 62646      | 62860        |
| Pronville-en-Artois        | 336 (2013)     | –          | – Einw./km²        | 62671      | 62860        |
| Quéant                     | 655 (2013)     | –          | – Einw./km²        | 62673      | 62860        |
| Rumaucourt                 | 686 (2013)     | –          | – Einw./km²        | 62728      | 62860        |
| Sains-lès-Marquion         | 321 (2013)     | –          | – Einw./km²        | 62739      | 62860        |
| Sauchy-Cauchy              | 374 (2013)     | –          | – Einw./km²        | 62780      | 62860        |
| Sauchy-Lestrée             | 449 (2013)     | –          | – Einw./km²        | 62781      | 62860        |